# Корецола
Корецо̀ла (на италиански: Correzzola) е градче и община в Северна Италия, провинция Падуа, регион Венето. Разположено е на 162 m надморска височина. Населението на общината е 5574 души (към 2010 г.).